# Giovanni Battista Gherardini
Pour les articles homonymes, voir Gherardini.
Giovanni Battista Gherardini (ou Girardini ou Ghirardini) est un peintre italien, né à Modène le 17 février 1655, mort peut-être en France ou à Modène en 1723. Il est le premier peintre occidental à avoir peint dans la Cité impériale. 

## Biographie
Giovanni Gherardini est un peintre italien ayant étudié la peinture à Bologne dans l'atelier de Angelo Michele Colonna. Il a collaboré avec G. Pizzoli, autre élève de Colonna, à la décoration de l'église Santa Maria del Soccorso, à Bologne, en 1678-1680, aujourd'hui perdue.
Il est attiré en France, en 1680, avec Gioacchino Pizzoli, par le duc de Nevers, Philippe Mancini, neveu du cardinal Mazarin, pour décorer une galerie de son palais.

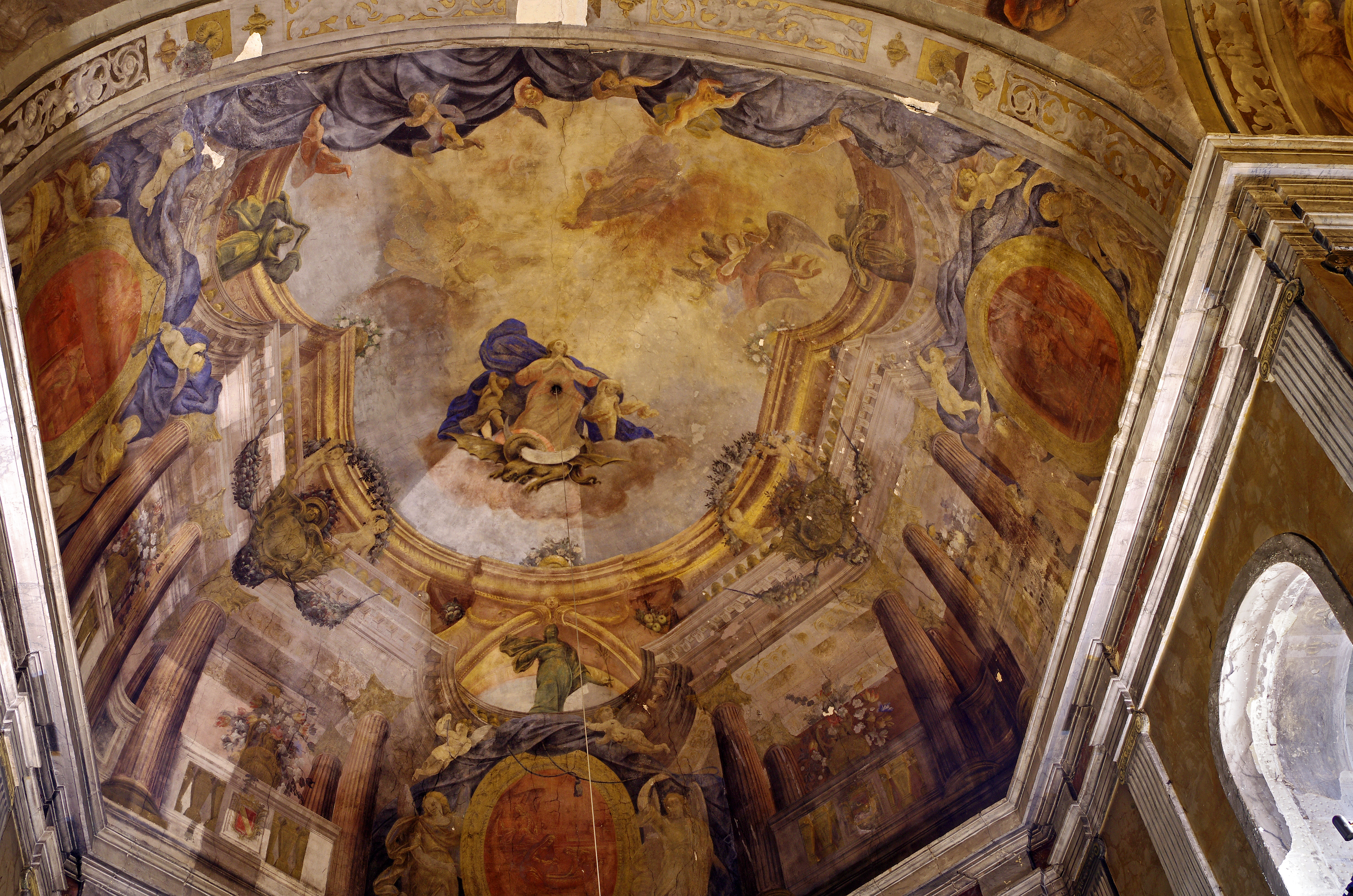
voûtes en trompe-l'oeil réalisées entre 1684 et 1692 de l'église Saint-Pierre de Nevers.

Il travaille à l'église des Jésuites de Nevers puis à la maison professe des Jésuites de Paris où il peint l' Apothéose de saint Louis sur la coupole de l'escalier des bâtiments conventuels, et il a peint à fresque sur la voûte de la bibliothèque La Société de Jésus appelant les peuples sauvages dans le sein de la Religion.
C'est pendant ces travaux que Gherardini a dû rencontrer le Père jésuite Joachim Bouvet, que l'empereur chinois Kangxi a envoyé à la France en 1693 pour recruter d'autres experts jésuites dans les sciences de la mission à Beijing. Gherardini a accepté la proposition de se rendre en Chine.

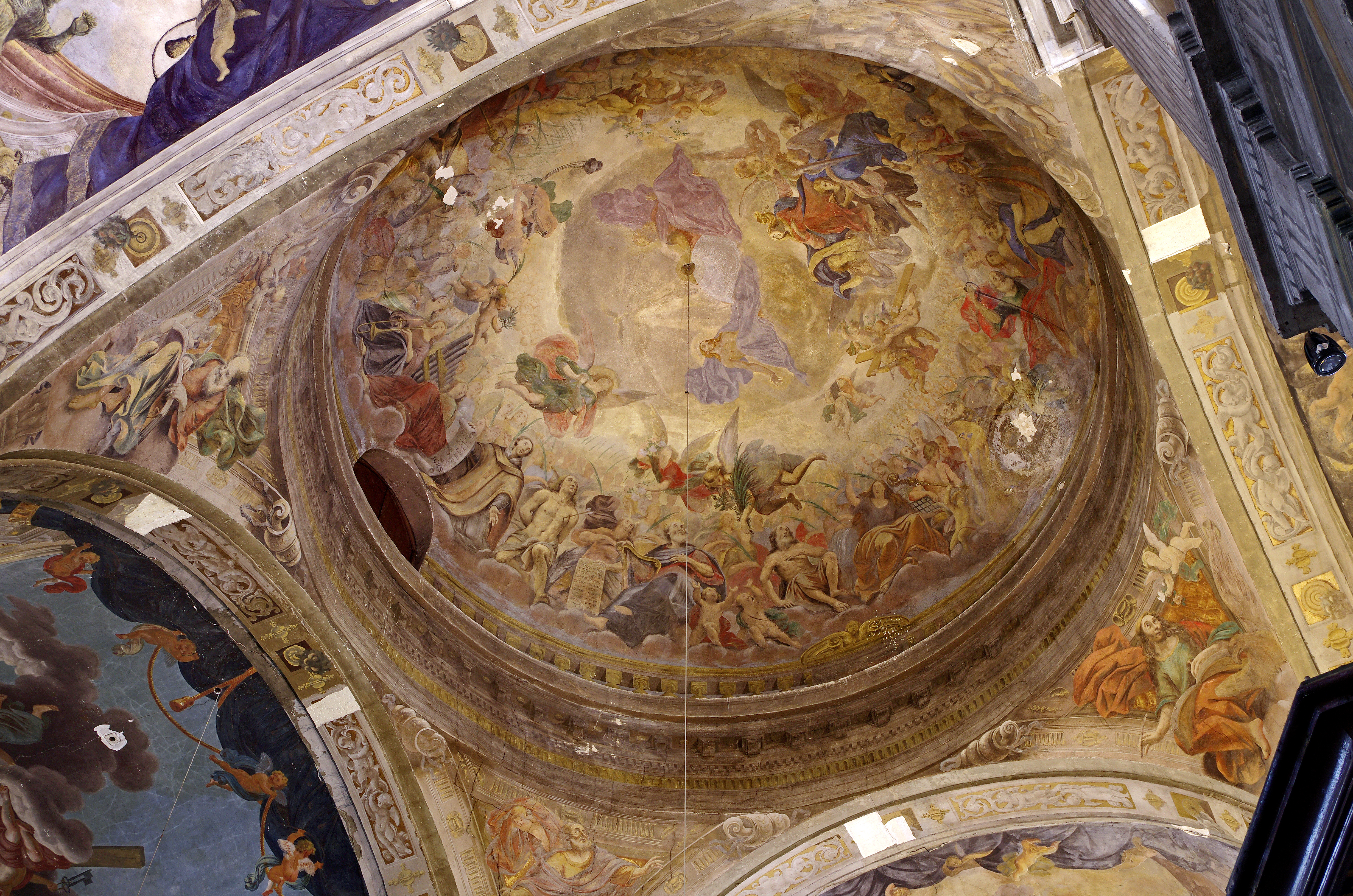
Eglise Saint-Pierre (XVIIe siècle).

Dans le même temps, le peintre avait fait une demande pour être admis à l'Académie royale de peinture et de sculpture. Son départ étant alors imminent, il a reçu, en plus de l'honneur de prendre un congé spécial du roi, il obtient du roi, sous le nom de Girardin, une dispense d'obligation de présentation de son chef-d'œuvre devant l'Académie, signée par Colbert, le 30 janvier 1698. La dispense précise que, à la demande de Louis XIV, Gherardini doit être admis à l'Académie royale dès son retour quand il aura présenté le travail prescrit.
Il embarque avec dix compagnons sur le navire de guerre Amphitrite qui quitte La Rochelle le 6 mars 1698. Le navire arrive à Canton le 2 novembre et la délégation française y est reçue par les dignitaires envoyés par l'empereur pour escorter Bouvet et ses compagnons jusqu'à la capitale.

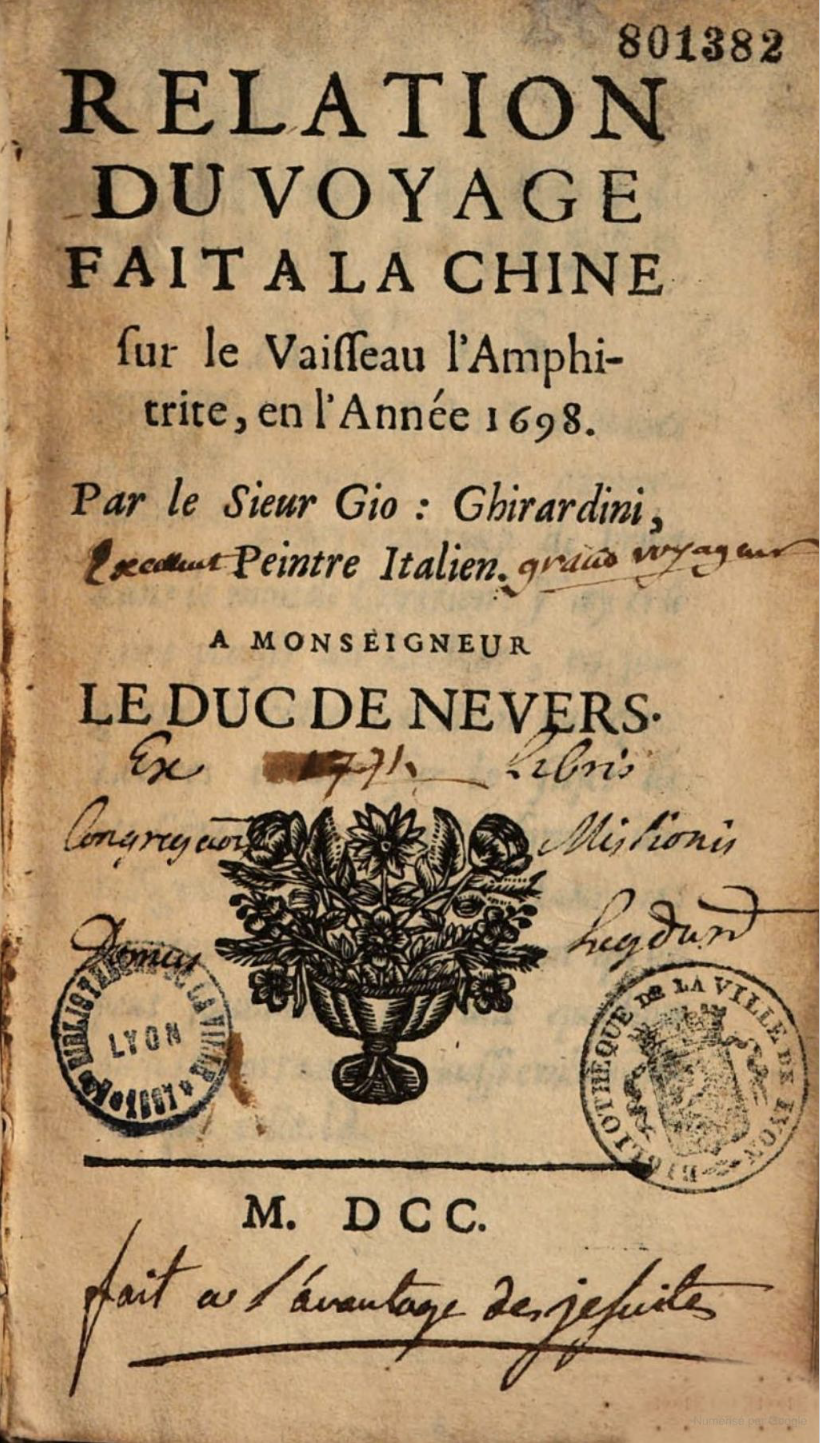

Giovanni Gherardini a fait une relation de ce voyage publiée en 1700 sous la forme d'une lettre adressée au duc de Nevers. Gherardini y fait le récit des honneurs faits à l'empereur. Celui-ci était intéressé par ses peintures et, en particulier par sa technique et il pense qu'il a également été apprécié pour sa réalisation de portraits. Dans les relations faites par Les Jésuites, il est écrit qu'il a fait deux portraits de concubines de l'empereur, une Chinoise et une Mandchoue.

### Une église à l'intérieur de la Cité impériale
Dès son arrivée, Gherardini fit le portrait de l'Empereur et l'on sait que Kangxi l'apprécia beaucoup. Quatre ans plus tard, le grand Gio Shiqi de l'Académie Hanlin raconta dans son Pengshan miji (Notes secrètes du Pengshan) que Kangxi lui aurait montré dans une salle de théâtre de sa résidence d'été du Changchunyuan des parois peintes vraisemblablement par Gherardini commentant : 
un homme d'Occident a atteint, dans ses portraits, à la perfection surnaturelle de Gu Kaizhi. 
L'empereur autorisa les Jésuites à construire une église à l'intérieur de la Cité impériale sur le terrain cédé à la mission française. Commencée en 1699 par Charles de Belleville, elle fut consacrée le 9 décembre 1703 et c'est à l'intérieur d'elle que Giovanni Gherardini y peignit fresques en trompe-l'œil avec des effets de perspective, un bâtiment à colonnes, arches, balustrades ornées de vases de fleurs s'ouvrant sur un ciel avec au centre Dieu le Père dans une gloire entouré d'anges et de saints.
Ces fresques sont connues par une lettre du Père Jartoux datée de 1704.
Il a obtenu de quitter la Chine le 24 octobre 1704. Il a embarqué à Canton en janvier 1705 sur un bateau l'ayant débarqué à Londres d'où il est revenu en France. Il aurait pu entrer alors à l'Académie royale de peinture mais on ne trouve pas son nom dans la liste de ses membres.
On ne dispose pas d'informations sur l'activité du peintre après son retour en France.

## Publication
- Relation du voyage fait à la Chine sur le vaisseau l'"Amphitrite", en l'année 1698, par le sieur Gio. Ghirardini, peintre italien, Chez Nicolas Pepie, Paris, 1700 (lire en ligne)